# Onomarco
Onomarco (siglo IV a. C.) fue un político y militar de Fócide (Antigua Grecia). 
En 354 a. C. sucedió como líder de los focidios a Filomelo cuando este murió en Neón, en una batalla de la tercera guerra sagrada, contra los tebanos.
Tras la muerte de su antecesor los focidios se reunieron en Delfos para decidir el modo de afrontar el desarrollo de la guerra. Frente a un sector de moderados que eran partidarios de la paz, Onomarco convenció a los focidios para proseguir la guerra y para ello aumentó el número de mercenarios en su ejército, acuñó moneda de oro y plata para repartir a ciudades aliadas y sobornar a diferentes gobernantes y además obtuvo un gran número de armas. A continuación realizó una campaña militar por Lócrida, Dórida y Beocia en la que saqueó las ciudades de Dóride, sometió las ciudades locrias de Tronio y Anfisa, así como la ciudad beocia de Orcómeno, aunque después fue derrotado por los tebanos en esa misma campaña tras  intentar poner sitio a Queronea. Entonces se retiró a Fócide.
Después, Filipo II de Macedonia fue llamado por los tesalios para combatir al tirano Licofrón de Feras. Este llamó a los focidios en su ayuda y acudió Faílo, hermano de Onomarco, con 7000 hombres. Filipo los derrotó, pero posteriormente acudió Onomarco con un gran ejército y derrotó a Filipo en dos batallas. Se contaba que en una de estas batallas Onomarco ideó una estratagema en la que sus tropas simularon una huida a través de una llanura mientras situó hombres en las cimas de las montañas circundantes expertos en arrojar piedras. Así, los macedonios se vieron sorprendidos por la lluvia de piedras y por los hombres que habían simulado la huida, que se volvieron a hacerles frente. Onomarco aprovechó la retirada de Filipo para atacar Beocia y tomar la ciudad de Coronea. Cuando nuevamente regresó Filipo a Tesalia, volvió a combatir junto a los tesalios contra las fuerzas de Onomarco. En esta batalla, denominada batalla del Campo de Azafrán, que tuvo lugar en el año 353 o en el 352 a. C. donde participaron más de 20 000 hombres en cada bando, vencieron Filipo y los tesalios gracias a la superioridad de los jinetes tesalios.
En esta batalla murió Onomarco, colgado por orden de Filipo o bien atravesado por las armas de sus propios soldados cuando huía. Fue sucedido al frente de los focidios por su hermano Faílo.